# محرك جر
في الهندسة الكهربائية، محرك الجر أو موتور الجر (بالإنجليزية: Traction motor)‏ هو نوع محرك كهربائي يدوِّر مباشر لزوج من عجلات قاطرة أو عربة. فهو محرك يستخدم في تحريك القطارات وعربات الترام والتروليباص. وهو يستخدم تيار ثلاثي الأطوار.

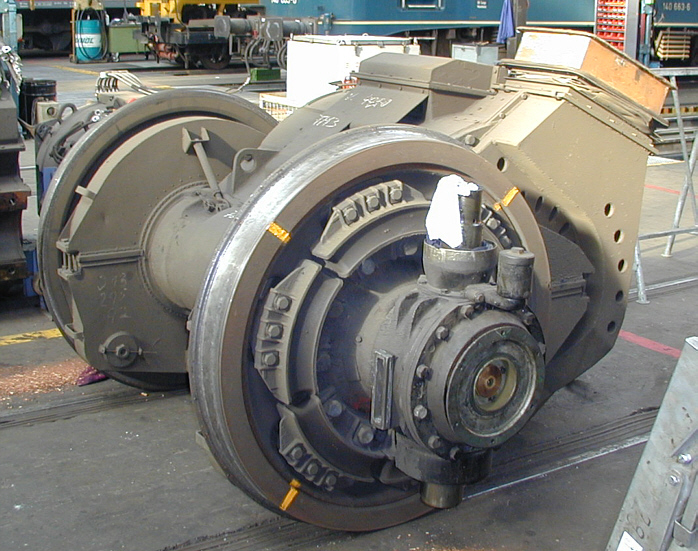
زوج عجلات تحريك ومتصل بهما محرك جر

## الأنواع
عندما كانت السرعات منخفضة في البداية اختلفت أنواع محركات الجر بحسب نوع التيار الكهربائي المستخدم في تحريكها. وكانت هناك أنواع تسير بالتيار المستمر أو بالتيار المتردد ذو الطور الواحد بتردد 17 هرتز أو 50 هرتز وكذلك نوع يسير بتيار ثلاثي الأطوار.
هذا التصنيف لا يستخدم الآن بالنسبة إلى القطارات الكهربائية الحديثة حيث يسود نطام واحد للتيار الكهربائي، وبناء علي ذلك فتصنع محركات الجر لكي تناسبه. وتختلف أنواع القطارات أكثر باختلاف الأجزاء الميكانيكية المصممة لها، مثل نظام التعليق وأنظمة العجلات، وكذلك الخصائص المتعلقة بنقل الحركة من المحرك إلى العجلات.

## تصنيف بحسب التيار الكهربائي
طبقا للتتطور التاريخي لابتكار الترام كان التيار الكهربائي يولد بحيث يلائم محركات الجر. وبعد ذلك بابتكار الإلكترونيات التي تتحمل القدرات العالية فقد فقد هذا المطلب فاعليته، حيث أصبح تحريك محركات الجر يستعين بمقومات التيار المتردد بصرف النظر عن نوع التيار المستخدم سواء كان تيارا مستمرا أم مترددا أم غير ذلك. وتصف الفقرات التالية الحال طبقا للتطور التاريخي.

### محرك تيار مستمر
يتميز محرك التيار المستمر بقوة عزمة الدوراني عند بدء الحركة. ونظرا لانخفاض عدد دورات العجلات في الدقيقة فلا تنشأ صعوبات كثيرة بالنسبة إلى المبادل الكهربائي والتي تزداد مشاكلها بارتفاع السرعة.
يستمد محرك التيار المستمر التيار مباشرة من كابل كهربائي معلق، واحيانا يمر التيار لوحدات تنظيم. ولم تظهر تلك الطريقة أي مشاكل عند تشغيل الترام ومترو الأنفاق حيث توفر حهد كهربائي في حدود عدة مئات فولط عبر مسافات قصيرة. أما بالنسبة إلى تسيير القطارات الكهربائية فكان من الأنسب لها استخدام جهود كهربائية عالية، مع تطوير لمحركات الجر. وارتفع جهد التشغيل بين 5و1 كيلوفولط و 3 كيلو فولط. وفي حالة استخدام جهد كهربائي 3 كيلوفولط فعو يوصل بمحركين متتاليين بغرض خفض الجهد إلى النصف فيهما. ولكن مع ذلك تبين أن تشغيل القطارات الكهربائية بالتيار المستمر عبر مسافات طويلة ليس اقتصاديا.

### محرك التيار المتردد

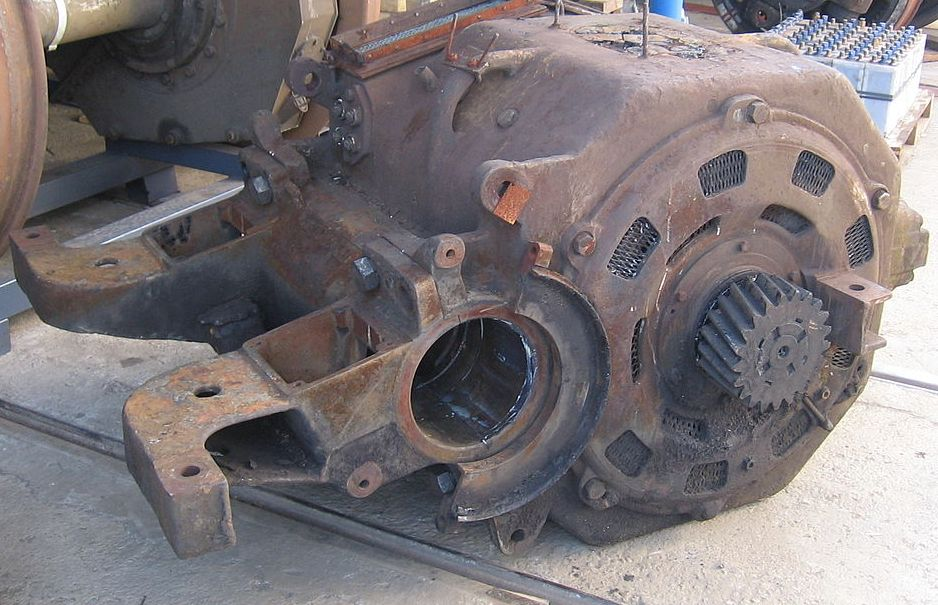
محرك جر معلق ، تشيكي الصنع ، نوع ČD class 182

يتميز محرك التيار المتردد أيضا بعزم دوراني كبير مثل محرك الجر التي يسير بالتيار المستمر. وقد أدى استخدامه لتشغيل القطارات إلى ابتكار محرك جر خاص يعمل بالتيار المتردد، ويخفض من التكلفة حيث يمكن معه خفض الجهد الكهربائي للكبل الناقل المعلق. يلزم لذلك تزويد القاطرة بمحول كهربائي كبير، ومفتاح لتدرج الجهد بغرض خفض الجهد من 15 كيلوفولط أو 25 كيلوفولط إلى جهد يناسب تشغيل المحرك.
وكان انتشار التيار المتردد المتداول في تشغيل المصانع يعد مشكلة بالنسبة إلى تشغيل القطارات. فبالنسبة إلى محركات الجر الكبيرة كان هذا التردد يتسبب في جهد حث كبير في ملفات «المنطقة المتعادلة» ينتج منه أحيانا شرارات شديدة، تستهلك فرش المبادل الكهربائي سريعا.
في عام 1912 تبين أن تلك المشكلة يمكن حلها عن طريق خفض التردد. وبالفعل قامت في البلاد المتحدثة بالألمانية (ألمانيا والنمسا وسويسرا) باختيار تيار متردد بجهد 15 كيلوفولط للقطارات بتردد ثلث التردد 50 هرتز، أي 66و16 هرتز. وتلى ذلك أخذ البلاد الإسكندنافية بهذا التطوير في أنظمتها. كما استخدمت بعض البلاد الأخرى جهود وترددات أعلى من ذلك، مثلما في نظام 50 كيلوفولط، وتردد 25 هرتز.

### محرك تيار ثلاثي الأطوار
يتميز محرك تيار ثلاثي الأطوار الغير تزامني ببساطة تكوينه حيث لا يلزم توصيل التيار إلى العضو الدوار. لهذا بدأ تشغيل محركات الجر منذ عام 1900 بتيار ثلاثي الأطوار. ولكن ذلك اقترن بعدة مساويء: فمن جهة يمكن تشغيل محرك التيار ثلاثي الأطوار عند عدد دورات معينة في الدقيقة (سرعة معينة) تعتمد على تردد التيار ثلاثي الأطوار وعلى عدد أزواج الأقطاب لملفات المحرك. وأمكن التحكم في السرعة عن طريق تدريج قدرة المحرك وتقسيمها إلى 7 مراحل كحد أقصى.
ومن الوجهة الأخرى كان توفير خط النقل المكون من ثلاثة كبلات أو كبلين اثنين (مع اتخاذ قضيب السكك الحديدية كقطب ثالث) من المسائل التي تلتزم عملا وتكلفة كبيرة. كما أن من الوجهة التقنية فكان من الصعب مد كبلات النقل المعلقة عبر التفرعات والتقاطعات.
وعلى الرغم من ذلك فقد بدأ نظام تشغيل القطارات بالتيار ثلاثي الاقطاب في إيطاليا في عام 1904، وظل يعمل حتى عام 1976 .
منذ عام 1990 أمكن عن طريق مقومات التيار الحديثة مع تقدم تقنية الضبط الخاصة بقطارات الجر استخدام تيار ثلاثي الاطوار بترددات مختلفة، ويستمد تيارها من تيار مستمر أو تيار متردد ذو طور واحد. أدى ذلك إلى إمكانية تشغيل محركات جر ذات قدرة عالية وعالية الاستدامة مع تنظيم مستمر سلس لسرعة الدوران.

## اقرأ أيضا
| - محرك كهربائي - محرك تزامن - مشغل دوار - محرك تيار متردد - تيار أحادي الطور - تيار ثلاثي الطور - عدد أزواج الأقطاب - خط جهد عالي | - نقل الكهرباء - مغناطيس كهربي - طور الموجة - تيار متردد - آلة قطب ذراعي - دوار قفص سنجابي - مقوم 1. 2. |  |